# 桑特·马尔西利
桑特·马尔西利（義大利語：Sante Marsili，1950年10月31日—2024年9月2日），意大利男子水球运动员。他曾代表意大利参加1972年、1976年和1980年夏季奥林匹克运动会水球比赛，其中1976年奥运会获得一枚银牌。